# Chodsigoa salenskii
Espèce
Statut de conservation UICN

 DD  : Données insuffisantes
Chodsigoa salenskii est une espèce de mammifères de la famille des Soricidae.

## Répartition
Cette musaraigne est endémique de Chine. Pour Hutterer en 2005, cette espèce n'est connue que de sa localité type dans le Nord du Sichuan. En revanche Smith & Xie en 2008 indiquent les provinces du Sichuan et du Guizhou.

## Classification
Le nom valide complet (avec auteur) de ce taxon est Chodsigoa salenskii (Kastschenko, 1907).
L'espèce a été initialement classée dans le genre Soriculus sous le protonyme Soriculus salenskii Kastschenko, 1907.
Chodsigoa salenskii a pour synonyme :
- Soriculus salenskii Kastschenko, 1907